# Джевице
Drzewice (нем. Alt-Drewitz) — северо-западный район города Костшин-над-Одрой в западной Польше. До 1952 года деревня.

## История
Во время Второй мировой войны здесь располагался лагерь для военнопленных Шталаг III C, нацистский лагерь военнопленных, действующий в районе Костшина-Джевице с сентября 1939 по январь 1945 года.
Первыми военнопленными были чехи ещё до начала войны с Польшей. Затем сюда были отправлены семь тысяч поляков. В 1942 году 18 тысяч французских солдат также были размещены здесь. Из 70 тысяч заключенных разных национальностей несколько тысяч человек погибли в результате тяжелых условий. Против привезенных сюда в 1941 году советских военнопленных применялись самые жестокие методы обращения.
В сентябре 1944 года в лагерь ненадолго привезли узников Варшавского восстания. После 1945 года в казармах размещался лагерь немецких военнопленных.
В настоящее время здесь находится кладбище с братскими могилами, крестом и памятником.